# Differenz / Wiederholungen
Differenz / Wiederholungen (kortweg DW) is een compositiecyclus van de Oostenrijkse componist Bernard Lang.

## Geschiedenis
In de loop der jaren is er een twintigtal los uit te voeren composities gemaakt; allen gebaseerd op de filosofische stelling van Gilles Deleuze:

"The head is the organ of exchange, but the heart is the amorous organ of repetition".
De stelling houdt in dat zaken oneindig en soms doelloos herhaald lijken te worden, terwijl alles toch verandert voordat je je daar bewust van bent.
De composities zijn voor uiteenlopende ensembles, orkesten, solisten; sommigen maken ook gebruik van andere media (zoals videoschermen).

## Tot 2007
Tot nu zijn gecomponeerd:
- (1998): DW1 : voor fluit, cello en piano (ongeveer 25 minuten);
- (1999): DW2 : voor versterkt kamerensemble en drie stemmen (ongeveer 50 minuten);
- (2000): DW3 : voor fluit, cello en accordeon (ongeveer 29 minuten);
- (2000): DW4.1: voor trombone, elektrische altviool en piano (20 minuten);
- (2000): DW5 : voor 14 instrumenten en tape (19 minuten);
- (2001): DW6b : voor elektrische gitaar en loop-installatie (30 minuten);
- (2002): DW6b : voor elektrische (alt)viool en loop-installatie (19 minuten);
- (2002): DW1.2: voor fluit, saxofoon en piano (23 minuten);
- (2002): DW7 : voor groot orkest en loop-installatie (22 minuten);
- (2002): DW10A: voor elektrische siter en loop-installatie (16 minuten);
- (2002): DW10B: voor koto, stemmen en loop-installatie (16 minuten);
- (2003): DW9 (Puppe/Tulpe): voor stemmen en 8 instrumenten op tekst van Loidl (26 minuten);
- (2003): DW8 : voor orkest en twee diskjockeys; (28 minuten);
- (2003): DW11 (orchestraloops #2): voor orkest; (26 minuten);
- (2003): DW12 (cellular automata): voor piano; (28 minuten);
- (2003): Dw13 (the lotos pond): voor twee orkesten; (22 minuten);
- (2003): DW13B: voor sheng, altviool, fluit en loop-installatie; (21 minuten);
- (2003): DW15 (songs/preludes): voor siter en mezzosopraan (26 minuten);
- (2004): DW14 : voor saxofoon, jazztrio en orkestloops; (40 minuten);
- (2004): DW16 (Songbook I): voor stemmen, saxofoon, toetsen en slagwerk naar teksten van Bob Dylan, Peter Hammill, Amon Düül 2, Dieter Sperl en Robert Creeley; (35 minuten);
- (2004): DW17 (Doubles/Schatten II): voor elektrische altviool, elektrische cello en orkest (40 minuten)

### DW2 (1999)
Het werk bestaat uit zeven delen, soms aangevuld met een deel 8:
1. Dead repetitions;
2. Habit;
3. The Ovens;
4. Image/Idea (harmonia differentia minima);
5. Prisoners;
6. Need;
7. Repetition/Difference;
8. (The Ovens reconstruction).

Teksten zijn van eerder genoemde Deleuze, William Burroughs en Christian Loidl.

Bij de uitvoering van deze compositie wordt ervoor gezorgd dat de luisteraar of eigenlijk meebelever van de uitvoering een totale desoriëntatie ondergaat. Naast de zeer fragmentarische muziek en teksten wordt ook een videoscherm gebruikt die op dezelfde wijze verwarring brengt (splitscreen). Om de luisteraar nog meer te verwarren wordt één tekst weliswaar uitgesproken door een klassiek getrainde stem, maar die stottert een onverstaanbare Koerdische tekst, met daarnaast ook een rapper. Het is de bedoeling de luisteraar los te maken van welke regelmaat dan ook (akkoorden, maat, tempi etc.) terwijl aan de andere kant fragmenten herhaald worden, zodat er toch een basis wordt gevormd. Het is te vergelijken met wilfen. Je zoekt iets op het internet, maar door de enorme hoeveelheid gerelateerde info raak je verdwaald en weet je uiteindelijk niet meer wat je zocht. Daarnaast kan je ook een vergelijking maken met de elektronica. Je zet b.v. een computer aan; je ziet een beeldscherm; tegelijkertijd vinden op de achtergrond in de systemen niet te begrijpen en zo te zien doelloze en niet concreet aangestuurde acties plaats, die dan toch uiteindelijk weer een begrijpelijk en doelbewust geheel vormen.

De compositie heeft dan ook geen duidelijk begin; het is alsof je midden in een concert naar binnenstapt en direct in de muziek valt; het stuk eindigt op eenzelfde wijze.

## Bron
Onder meer uitgave van Kairos